# Äquatorium

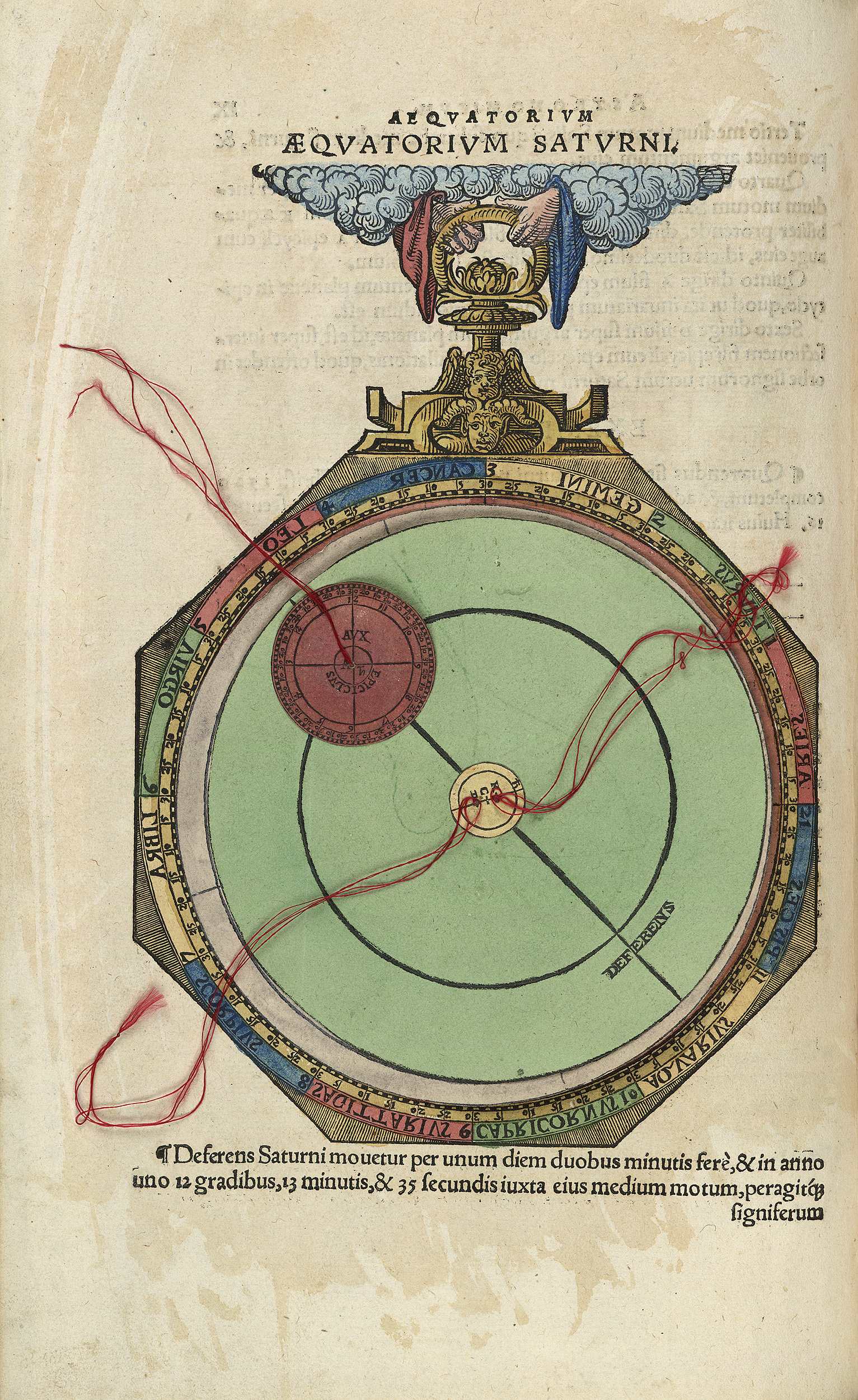
Äquatorium aus Papier zur Darstellung der Planetenbahn des Saturn von Johannes Schöner (1551)

Das Äquatorium (lat.:Gleichungsgerät) ist ein Gerät zur mechanisch-geometrischen Bestimmung der Planetenstände im Tierkreis auf der Grundlage des geozentrischen Planetensystems des Ptolemäus.

## Beschreibung

Mathematisches Modell des Zweischeiben-Äquatoriums

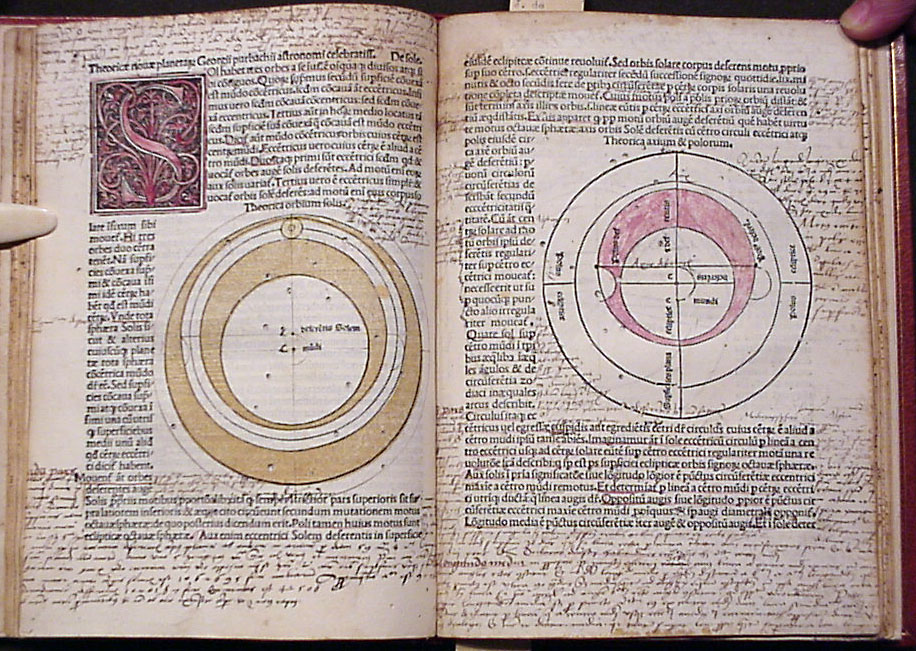
Theoricae novae planetarum (1473)
Darstellung der Planetenbewegungen von Georg von Peuerbach

Die alte Astronomie unterschied zwischen Fixsternen und Wandelsternen (Planeten): Mond, Merkur, Venus, Sonne, Mars, Jupiter und Saturn. Während die Fixsterne ihre Stellung untereinander nicht verändern, führen die Planeten komplizierte Bewegungen vor dem Hintergrund des Sternenhimmels aus. Die Berechnung der Bewegungen von Sonne und Mond war vor allem für die Zeitrechnung und für die Erstellung eines Kalenders wichtig. Die Konstellation der anderen Planeten war für die Erstellung des Horoskopes unentbehrlich.
Claudius Ptolemäus fasste gegen 150 n. Chr. das antike Wissen über die Planetenbewegungen zusammen und entwickelte eine Methode, ihre Stellungen für einen beliebigen Zeitraum zu berechnen. Die bis in die frühe Neuzeit gültigen Voraussetzungen seines Systems waren die Annahmen, dass sich die Erde unbeweglich im Mittelpunkt des Weltalls befinde, und dass sich jede Bewegung am Himmel auf kreisförmige Bewegungen mit gleichmäßiger Geschwindigkeit zurückführen ließe.
Da Ptolemäus die Bewegung eines Planeten nur aus der gleichmäßigen Kreisbewegung ableitete (Epizykeltheorie), und zwar mit seiner Bewegung auf einem Aufkreis, dem Epizykel, der nicht im Raum feststeht, sondern auf einem zweiten Kreis, dem Trägerkreis oder Deferenten wandert (Bild links), ist die Berechnung sehr kompliziert.
Um diese äußerst komplizierten und fehleranfälligen Berechnungen mit mehreren Variablen zu umgehen, schlug Campanus von Novara in der Mitte des 13. Jahrhunderts ein Gerät vor, das die ptolemäische Planetentheorie in zweidimensionalen Modellen aus beweglichen Scheiben darstellt. Solche Geräte sind aus dem 14. bis 16. Jahrhundert als Pergament-, Papier-, Holz- oder Metallinstrumente bekannt, letztere auch in Verbindung mit Uhrwerken.
Die Geräte zur Darstellung der Planetenbewegungen mit kleinen Scheiben auf großen Scheiben waren sehr beliebt. Zahlreich sind die Vorschriften für ihre Herstellung; dabei wurden auch die nötigen Ausgangswinkel für einen bestimmten Tag angegeben. Solche Arbeiten sind seit dem 14. Jahrhundert überliefert.